# SuperSport (canal de TV albanês)
SuperSport é um Albanês grupo de canais de esportes de televisão operados pela plataforma Telly terrestre DigitAlb. Os canais transmitem uma variedade de esportes diferentes, como o inglês Campeonato, Espanhol La Liga, Alemao Campeonato & Bundesliga 2, Holandês Eredivisie, Francês Ligue 1 & Ligue 2, UEFA Europa League, euro, UEFA Europa Conference League, Copa América, ATP 500, ATP 1000, IAAF etc.
A maioria dos eventos esportivos está transmitindo ao vivo e em full HD. Além disso, transmissões 3D estão disponíveis; principalmente para jogos de futebol específicos.
Para os principais eventos, também há suporte à programação baseada em estúdio junto com talk shows, que são produzidos ao vivo antes e depois das partidas. Para esse fim, a partir de 2010, DigitAlb investiu em vários estúdios de TV junto com estúdios de comentários ao vivo para tornar a transmissão ao vivo possível para até 9 Eventos diferentes.
Supersport Albânia está disponível no satélite Eutelsat W3C (16.0 e), juntamente com o outro DigitAlb satelite.

## Canais
- SuperSport 1 - Notícias esportivas e eventos AO VIVO
- SuperSport 2 - partidas de futebol, programas SuperSport e replays de todos os eventos esportivos
- SuperSport 3 - partidas de futebol, programas SuperSport e replays de todos os eventos esportivos
- SuperSport 4 - apenas eventos AO VIVO
- SuperSport 5 - apenas eventos AO VIVO
- SuperSport 6 - apenas eventos AO VIVO
- SuperSport 7 - apenas eventos AO VIVO
- SuperSport Kosova 1 - partidas da Premier League apenas para Kosovo, via ArtMotion
- SuperSport Kosova 2 - partidas da Premier League apenas para Kosovo, via ArtMotion
- SuperSport Kosova 3 - partidas da Premier League apenas para Kosovo, via ArtMotion

### Eventos desportivos

#### Futebol
- UEFA Europa League 2018/2024 (Albânia)
- UEFA Europa Conference League 2021/2024 (Albânia)
- Liga das Nações da UEFA 2018/2022 (Albânia + Kosovo)
- UEFA Euro 2020 (Albânia + Kosovo)
- Qualificatórias Europeias 2022 (Albânia + Kosovo)
- Premier League todos os jogos por semana (2022/2025) (Albânia + Kosovo)
- La Liga 2021/2026 (Albânia + Kosovo)
- Bundesliga 2021/2025 (Albânia + Kosovo)
- Bundesliga 2 2021/2025 (Albânia + Kosovo)
- Ligue 1 2021/2024 (Albânia + Kosovo)
- Ligue 2 2021/2024 (Albânia + Kosovo)
- Categoria Superior 2018/2022 (Albânia + Kosovo)

#### Copas de futebol
- Kupa e Shqipërisë 2018/2022 (Albânia + Kosovo)
- Superkupa e Shqipërisë 2018/2022 (Albânia + Kosovo)
- Supercopa da Espanha 2019/2022 (Albânia + Kosovo)
- Copa da Itália 2021/2024 (Albânia)
- Supercopa Italiana 2021/2024 (Albânia)
- Coupe de France 2018/2022 (Albânia + Kosovo)
- Troféu dos Campeões 2021/2024 (Albânia)
- DFL-Supercup 2021/2025 (Albânia + Kosovo)

#### Tênis
- ATP 1000 (2020/2023)
- ATP 500 (2020/2023)

#### Basquete
- Qualificatórias internacionais da FIBA (2017 – 2021)

#### Atletismo
- Liga Diamante IAAF

Esportes de combate
- UFC (2020/2023)

#### Raguebi
- Seis Nações

## Link
- Site oficial SuperSport
- Site oficial DigitAlb
- Site oficial para DigitAlb Swiss
- Lista de canais e transponders
- Site do proprietário